# Смоленський Шлюз
Смоленський Шлюз (рос. Смоленский Шлюз) — містечко у Тихвінському районі Ленінградської області Російської Федерації.
Населення становить 14 осіб. Належить до муніципального утворення Тихвінське міське поселення.

## Історія
Населений пункт розташований на історичній Новгородській землі, знищеній Московським царством у 15 столітті.
Згідно із законом від 1 вересня 2004 року № 52-оз належить до муніципального утворення Тихвінське міське поселення.

## Населення
| 1997 | 2002 | 2007 | 2010 |
| ---- | ---- | ---- | ---- |
| 6    | ↘3   | ↗4   | ↗14  |